# Hadžime Morijasu
Hadžime Morijasu (* 23. srpen 1968) je bývalý japonský fotbalista.

## Reprezentace
Hadžime Morijasu odehrál 35 reprezentačních utkání. S japonskou reprezentací se zúčastnil Mistrovství Asie ve fotbale 1992.

## Statistiky
| Japonsko | Japonsko | Japonsko |
| Roky     | Záp.     | Góly     |
| -------- | -------- | -------- |
| 1992     | 7        | 0        |
| 1993     | 15       | 0        |
| 1994     | 4        | 0        |
| 1995     | 6        | 0        |
| 1996     | 3        | 1        |
| Celkem   | 35       | 1        |